# Mościc z Małego Ściborza

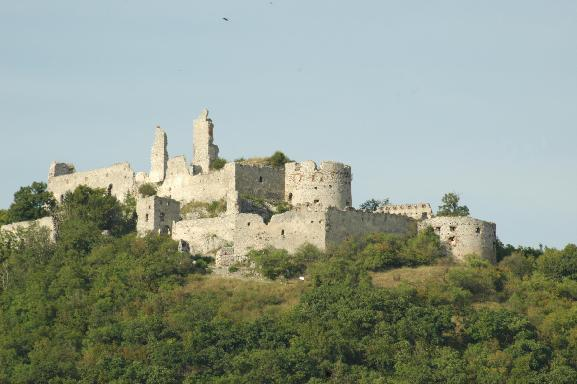
Ruiny zamku w miejscowości Plavecké Podhradie.

Mościc z Małego Ściborza (także: z Dąbia, z Chocenia) herbu Ostoja (zm. przed 1436) – kasztelan Šuran i Plavca (dzisiejsza Słowacja), właściciel dóbr ziemskich: Małe Ściborze, Dąbie, Choceń, Świerczyn, Szczutkowo, Rzegocin, Rzeżewo, Lutobórz, Kępka, Ruda, Sobiczewy.

## Życiorys
Mościc z Małego Ściborza, Dąbia i Chocenia był synem Andrzeja z Małego Ściborza, podczaszego gniewkowskiego. Jego dziadkiem był Mościc ze Ściborza, wojewoda gniewkowski, starosta brzeski kujawski. Miał brata Ścibora arcybiskupa Egeru. 
Mościc z ramienia stryja Ścibora ze Ściborzyc (właśc. ze Ściborza i Beckova), wojewody siedmiogrodzkiego, pełnił urzędy kasztelańskie w Šuranach (w 1403) i Plavcu (przed 13 I 1413). W roku 1413 wrócił do Polski i nabył dobra ziemskie w województwie brzeskim. Kupił tego roku od Jana Kostyry herbu Pomian Dąbie a następnie w latach 1413–1415 od Jana z Lubomyśla herbu Pomian Świerczyn. W roku 1419 nabył od Materny, Tomasza i Wojciecha Pakoskich herbu Laska Szczutkowo, Rzegocin, Rzeżewo, Lutobórz, Kępkę, Rudę z młynem i Sobiczewy. Był miłośnikiem polowań z wykorzystaniem drapieżnych ptaków. Ożenił się z Zuzanną, z którą miał syna Marcina. O rodzinie Mościca wspomniał Kasper Niesiecki w Herbarzu Polskim a także heraldyk Seweryn hr Uruski.